# Athlétisme aux Jeux d'Amérique centrale et des Caraïbes de 1998
Navigation
Ponce 1993 San Salvador 2002
Les épreuves d'athlétisme des Jeux d'Amérique centrale et des Caraïbes de 1998 ont eu lieu  à Maracaibo au Venezuela, en août 1998.

## Résultats

### Hommes
| Épreuve | Or                                                                     | Or              | Argent                                                                 | Argent          | Bronze                                                      | Bronze          |
| --- | ---------------------------------------------------------------------- | --------------- | ---------------------------------------------------------------------- | --------------- | ----------------------------------------------------------- | --------------- |
| 100 m | Obadele Thompson Barbade                                               | 10 s 20         | Dwight Ferguson Bahamas                                                | 10 s 43         | Luis Pérez Cuba                                             | 10 s 44         |
| 200 m | Juan Pedro Toledo Mexique                                              | 20 s 46         | Misael Ortíz Cuba                                                      | 20 s 75         | Iván García Cuba                                            | 20 s 81         |
| 400 m | Troy McIntosh Bahamas                                                  | 44 s 84         | Roxbert Martin Jamaïque                                                | 45 s 11         | Alejandro Cárdenas Mexique                                  | 45 s 22         |
| 800 m | Norberto Téllez Cuba                                                   | 1 min 49 s 71   | Ereisis Torres Cuba                                                    | 1 min 51 s 39   | Mark Olivo Venezuela                                        | 1 min 51 s 68   |
| 1 500 m | Héctor Torres Mexique                                                  | 3 min 46 s 06   | Emigdio Delgado Venezuela                                              | 3 min 47 s 71   | Pablo Olmedo Mexique                                        | 3 min 48 s 19   |
| 5 000 m | Pablo Olmedo Mexique                                                   | 14 min 01 s 85  | Freddy González Venezuela                                              | 14 min 04 s 77  | Germán Beltrán Venezuela                                    | 14 min 05 s 15  |
| 10 000 m | Germán Beltrán Venezuela                                               | 29 min 49 s 06  | Julio César Valle Mexique                                              | 29 min 53 s 40  | Gabino Apolonio Mexique                                     | 30 min 11 s 29  |
| Marathon | Juan Camacho Mexique                                                   | 2 h 25 min 25 s | William Ramírez Colombie                                               | 2 h 25 min 33 s | Rubén Maza Venezuela                                        | 2 h 27 min 46 s |
| 3000 m steeple | Salvador Miranda Mexique                                               | 8 min 41 s 70   | Néstor Nieves Venezuela                                                | 8 min 43 s 34   | Daniel Torres Mexique                                       | 8 min 46 s 44   |
| 110 m haies | Anier García Cuba                                                      | 13 s 27         | Steve Brown Trinité-et-Tobago                                          | 13 s 56         | Erick Batte Cuba                                            | 13 s 84         |
| 400 m haies | Dinsdale Morgan Jamaïque                                               | 48 s 87         | Emilio Valle Cuba                                                      | 49 s 66         | Kemel Thompson Jamaïque                                     | 49 s 67         |
| Saut en hauteur | Javier Sotomayor Cuba                                                  | 2,37 m          | Gilmar Mayo Colombie                                                   | 2,30 m          | Julio Luciano République dominicaine                        | 2,21 m          |
| Saut à la perche | Edgar Díaz Porto Rico                                                  | 5,30 m          | Ricardo Diez Venezuela                                                 | 5,30 m          | Jorge Tienda Mexique                                        | 5,10 m          |
| Saut en longueur | Iván Pedroso Cuba                                                      | 8,45 m          | James Beckford Jamaïque                                                | 8,16 m          | Joan Lino Martínez Cuba                                     | 8,09 m          |
| Triple saut | Yoelbi Quesada Cuba                                                    | 17,18 m         | Aliecer Urrutia Cuba                                                   | 16,53 m         | Iván Salcedo Mexique                                        | 16,10 m         |
| Lancer du poids | Yojer Medina Venezuela                                                 | 19,42 m         | Yosvany Obregón Cuba                                                   | 18,30 m         | Orlando Ibarra Colombie                                     | 17,52 m         |
| Lancer du disque | Alexis Elizalde Cuba                                                   | 65,00 m         | Frank Casañas Cuba                                                     | 59,38 m         | Alfredo Romero Porto Rico                                   | 50,83 m         |
| Lancer du marteau | Alberto Sánchez Cuba                                                   | 74,25 m         | Yosvany Suárez Cuba                                                    | 69,35 m         | Guillermo Guzmán Mexique                                    | 63,78 m         |
| Lancer du javelot | Emeterio González Cuba                                                 | 80,92 m         | Isbel Luaces Cuba                                                      | 78,96 m         | Edwin Cuesta Venezuela                                      | 75,41 m         |
| Décathlon | Raúl Duany Cuba                                                        | 8 118 pts       | Eugenio Balanqué Cuba                                                  | 8 090 pts       | Diógenes Estévez Venezuela                                  | 7 237 pts       |
| 20 km marche | Daniel García Mexique                                                  | 1 h 23 min 32 s | Bernardo Segura Mexique                                                | 1 h 24 min 31 s | Julio Martínez Guatemala                                    | 1 h 25 min 31 s |
| 50 km marche | Ignacio Zamudio Mexique                                                | 3 h 58 min 15 s | Hugo López Guatemala                                                   | 4 h 06 min 55 s | Jorge Luis Pino Cuba                                        | 4 h 07 min 52 s |
| 4 × 100 m | Cuba Alfredo García Misael Ortiz Iván García Luis Alberto Pérez-Rionda | 38 s 79         | Jamaïque Garth Robinson Patrick Jarrett Leon Gordon Clarkson Reid      | 39 s 04         | Bahamas                                                     | 39 s 54         |
| 4 × 400 m | Cuba Omar Mena Jorge Crusellas Edel Hevia Norberto Téllez              | 3 min 03 s 18   | Jamaïque Michael McDonald Gregory Haughton Gregory Hines Davian Clarke | 3 min 03 s 26   | Bahamas Avard Moncur Carl Oliver Chris Brown Dennis Darling | 3 min 04 s 16   |
| Records et Performances - AR : Record continental (area record) - CR : Record des championnats (championship record) - MR : Record du meeting (meet record) - NR : Record national (national record) - OR : Record olympique (olympic record) - PR : Record paralympique (paralympic record) - PB : Record personnel (personal best) - SB : Meilleure performance personnelle de la saison (season's best) - WL : Meilleure performance mondiale de l'année (world leader) - WJR : Record du monde junior (world junior record) - WR : Record du monde (world record) Circonstances et Conditions - DNF : N'a pas terminé (did not finish) - DNS : N'a pas pris le départ (did not start) - DQ : Disqualification (disqualification) - NM : Aucun essai valable enregistré (No Mark) - Q : Qualifié « directement » au prochain tour (ou à la prochaine compétition), lors d'une compétition majeure, grâce au classement ou à la réalisation des minima (automatic qualifier) - q : Qualifié au prochain tour (ou à la prochaine compétition), lors d'une compétition majeure, grâce au repêchage ou à la réalisation de l'une des meilleures performances parmi celles des « non qualifiés directement » (grâce au meilleur temps ou à la meilleure distance par exemple) (secondary qualifier) |                                                                        |                 |                                                                        |                 |                                                             |                 |

### Femmes
| Épreuve | Or                                         | Or              | Argent                            | Argent           | Bronze                        | Bronze          |
| --- | ------------------------------------------ | --------------- | --------------------------------- | ---------------- | ----------------------------- | --------------- |
| 100 m | Chandra Sturrup Bahamas                    | 11 s 14         | Beverly McDonald Jamaïque         | 11 s 36          | Tayna Lawrence Jamaïque       | 11 s 53         |
| 200 m | Beverly McDonald Jamaïque                  | 22 s 30 w       | Juliet Cuthbert Jamaïque          | 22 s 63 w        | Felipa Palacios Colombie      | 23 s 07 w       |
| 400 m | Sandie Richards Jamaïque                   | 51 s 27         | Ana Guevara Mexique               | 51 s 32          | Norfalia Carabalí Colombie    | 51 s 52         |
| 800 m | Letitia Vriesde Suriname                   | 2 min 00 s 24   | Ana Guevara Mexique               | 2 min 01 s 12 NR | Mardrea Hyman Jamaïque        | 2 min 01 s 46   |
| 1 500 m | Mardrea Hyman Jamaïque                     | 4 min 27 s 03   | Nora Rocha Mexique                | 4 min 27 s 74    | Yanelis Lara Cuba             | 4 min 29 s 43   |
| 5 000 m | Nora Rocha Mexique                         | 16 min 43 s 48  | Adriana Fernández Mexique         | 16 min 44 s 60   | Bertha Sánchez Colombie       | 16 min 51 s 89  |
| 10 000 m | Adriana Fernández Mexique                  | 34 min 04 s 16  | Lucía Mendiola Mexique            | 35 min 27 s 63   | Yailén García Cuba            | 36 min 12 s 72  |
| Marathon | Emma Cabrera Mexique                       | 2 h 57 min 49 s | Marisol Vargas Mexique            | 2 h 58 min 34 s  | Kriscia García Salvador       | 3 h 00 min 21 s |
| 100 m haies | Dionne Rose Jamaïque                       | 12 s 64         | Gillian Russell Jamaïque          | 12 s 66          | Dainelky Pérez Cuba           | 13 s 23         |
| 400 m haies | Deon Hemmings Jamaïque                     | 54 s 30         | Andrea Blackett Barbade           | 54 s 61          | Debbie-Ann Parris Jamaïque    | 55 s 15         |
| Saut en hauteur | Juana Arrendel République dominicaine      | 1,90 m          | Natasha Gibson Trinité-et-Tobago  | 1,82 m           | Niurka Lussón Cuba            | 1,79 m          |
| Saut à la perche | Alejandra Meza Mexique                     | 3,70 m          | Mariana McCarthy Cuba             | 3,50 m           | Agueda Jerez Guatemala        | 2,90 m          |
| Saut en longueur | Flora Hyacinth Îles Vierges des États-Unis | 6,57 m          | Jackie Edwards Bahamas            | 6,50 m           | Lacena Golding Jamaïque       | 6,49 m          |
| Triple saut | Yamilé Aldama Cuba                         | 14,34 m         | Suzette Lee Jamaïque              | 13,77 m          | Olga Cepero Cuba              | 13,74 m         |
| Lancer du poids | Yumileidi Cumbá Cuba                       | 17,31 m         | Herminia Fernández Cuba           | 17,31 m          | María Isabel Urrutia Colombie | 14,25 m         |
| Lancer du disque | Bárbara Hechevarría Cuba                   | 58,14 m         | Hilda Ramos Cuba                  | 55,42 m          | María Isabel Urrutia Colombie | 50,44 m         |
| Lancer du marteau | Aldenay Vasallo Cuba                       | 61,46 m         | María Eugenia Villamizar Colombie | 57,69 m          | Norbi Balantén Cuba           | 57,30 m         |
| Lancer du javelot | Sonia Bisset Cuba                          | 66,67 m         | Osleidys Menéndez Cuba            | 62,06 m          | Laverne Eve Bahamas           | 60,66 m         |
| Heptathlon | Magalys García Cuba                        | 5 888 pts       | Marsha Mark Trinité-et-Tobago     | 5 706 pts        | Lisa Wright Jamaïque          | 5 566 pts       |
| 10 000 m marche | Graciela Mendoza Mexique                   | 46 min 30 s 16  | Rosario Sánchez Mexique           | 47 min 12 s 74   | Oslaidis Cruz Cuba            | 47 min 14 s 85  |
| 4 × 100 m | Cuba                                       | 43 s 89         | Colombie                          | 44 s 39          | Jamaïque                      | 44 s 89         |
| 4 × 400 m | Cuba                                       | 3 min 29 s 65   | Jamaïque                          | 3 min 30 s 03    | Barbade                       | 3 min 31 s 91   |
| Records et Performances - AR : Record continental (area record) - CR : Record des championnats (championship record) - MR : Record du meeting (meet record) - NR : Record national (national record) - OR : Record olympique (olympic record) - PR : Record paralympique (paralympic record) - PB : Record personnel (personal best) - SB : Meilleure performance personnelle de la saison (season's best) - WL : Meilleure performance mondiale de l'année (world leader) - WJR : Record du monde junior (world junior record) - WR : Record du monde (world record) Circonstances et Conditions - DNF : N'a pas terminé (did not finish) - DNS : N'a pas pris le départ (did not start) - DQ : Disqualification (disqualification) - NM : Aucun essai valable enregistré (No Mark) - Q : Qualifié « directement » au prochain tour (ou à la prochaine compétition), lors d'une compétition majeure, grâce au classement ou à la réalisation des minima (automatic qualifier) - q : Qualifié au prochain tour (ou à la prochaine compétition), lors d'une compétition majeure, grâce au repêchage ou à la réalisation de l'une des meilleures performances parmi celles des « non qualifiés directement » (grâce au meilleur temps ou à la meilleure distance par exemple) (secondary qualifier) |                                            |                 |                                   |                  |                               |                 |

## Tableau des médailles
| Rang | Nation                      | Or | Argent | Bronze | Total |
| ---- | --------------------------- | -- | ------ | ------ | ----- |
| 1    | Cuba                        | 19 | 13     | 12     | 44    |
| 2    | Mexique                     | 12 | 9      | 7      | 28    |
| 3    | Jamaïque                    | 6  | 9      | 7      | 22    |
| 4    | Venezuela                   | 2  | 4      | 5      | 11    |
| 5    | Bahamas                     | 2  | 2      | 3      | 7     |
| 6    | Barbade                     | 1  | 1      | 1      | 3     |
| 7    | République dominicaine      | 1  | 0      | 1      | 2     |
| 7    | Porto Rico                  | 1  | 0      | 1      | 2     |
| 9    | Îles Vierges des États-Unis | 1  | 0      | 0      | 1     |
| 9    | Suriname                    | 1  | 0      | 0      | 1     |
| 11   | Colombie                    | 0  | 4      | 6      | 10    |
| 12   | Trinité-et-Tobago           | 0  | 3      | 0      | 3     |
| 13   | Guatemala                   | 0  | 1      | 2      | 3     |
| 14   | Salvador                    | 0  | 0      | 1      | 1     |